# 店前镇
店前镇，是中华人民共和国安徽省安庆市岳西县下辖的一个乡镇级行政单位。

## 行政区划
店前镇下辖以下地区：
店前村、杨胜村、司空村、河西村、徐良村、中心村、银河村、白鹿村、前河村、天台村和后河村。